# Мелен (Верхняя Сона)
Меле́н (фр. Melin) — коммуна во Франции, находится в регионе Франш-Конте. Департамент — Верхняя Сона. Входит в состав кантона Комбофонтен. Округ коммуны — Везуль.
Код INSEE коммуны — 70337.

## География
Коммуна расположена приблизительно в 290 км к юго-востоку от Парижа, в 60 км севернее Безансона, в 27 км к северо-западу от Везуля.

## Население
Население коммуны на 2010 год составляло 61 человек.
| 1962 | 1968 | 1975 | 1982 | 1990 | 1999 | 2010 |
| ---- | ---- | ---- | ---- | ---- | ---- | ---- |
| 94   | 82   | 75   | 74   | 77   | 80   | 61   |

## Экономика
В 2010 году среди 38 человек трудоспособного возраста (15—64 лет) 29 были экономически активными, 9 — неактивными (показатель активности — 76,3 %, в 1999 году было 59,6 %). Из 29 активных жителей работали 27 человек (13 мужчин и 14 женщин), безработными было 2 (1 мужчина и 1 женщина). Среди 9 неактивных 1 человек был учеником или студентом, 5 — пенсионерами, 3 были неактивными по другим причинам.